# Toray Pan Pacific Open 1995
Toray Pan Pacific Open 1995 — жіночий тенісний турнір, що проходив на закритих кортах з килимовим покриттям Токійського палацу спорту в Токіо (Японія). Належав до турнірів 1-ї категорії в рамках Туру WTA 1995. Тривав з 31 січня до 5 лютого 1995 року. П'ята сіяна Кіміко Дате здобула титул в одиночному розряді й отримала 148,5 тис. доларів США.

## Фінальна частина

### Одиночний розряд
Кіміко Дате —  Ліндсі Девенпорт 6–1, 6–2
- Для Дате це був єдиний титул за сезон і 5-й — за кар'єру.

### Парний розряд
Джиджі Фернандес /  Наташа Звєрєва —  Ліндсі Девенпорт /  Ренне Стаббс 6–0, 6–3
- Для Фернандес це був 1-й титул за рік і 56-й — за кар'єру. Для Звєрєвої це був 1-й титул за рік і 56-й — за кар'єру.